# 石川三惠子
石川三惠子（1964年1月23日 - ），是一位游戏作曲家，曾是Falcom Sound Team jdk成员之一，当前担任日本Falcom的董事设计部总监。

## 历史
1987年加入日本Falcom，负责编写《伊苏II》和《七星魔法使》的相关音乐作品。
20世纪80年代后期，她经常出现在杂志上并扮演广告塔的角色。
古代祐三退职后，她担任日本Falcom公司声音团队的第一任领导人。

## 代表作
- 伊苏系列
  - 伊苏I
  - 伊苏II
  - 伊苏III
  - 伊苏IV
  - 伊苏V
- 英雄传说系列
  - 英雄传说III
  - 英雄传说IV
  - 空之轨迹
- 屠龙剑IV 屠龙家族
  - MSX
  - MSX2
- 七星魔法使